# Joe Sugg
Joseph Graham "Joe" Sugg (født september 1991) er en britisk youtuber der er kendt for sine tre Youtubekanaler ThatcherJoe, ThatcherJoeVlogs og ThatcherJoeGames. Han er lillebror til youtuberen Zoella.